# クルト・コウト
クルト・コウト（Kurt Couto、1985年5月14日 - ）はモザンビークの陸上競技選手、専門はハードル走。2004年のアテネオリンピック、2008年の北京オリンピック、2012年のロンドンオリンピック、2016年のリオデジャネイロオリンピックと、4大会連続で男子400mハードルに出場した。リオデジャネイロオリンピック以外の3大会では開会式の旗手も務めた。

## 主な戦績
| 年   | 大会                       | 開催地           | 種目         | 順位       | 記録   | 備考     |
| ---- | -------------------------- | ---------------- | ------------ | ---------- | ------ | -------- |
| 2004 | オリンピック               | アテネ           | 400mハードル | 予選敗退   | 51秒18 | 国内記録 |
| 2005 | 世界陸上競技選手権大会     | ヘルシンキ       | 400mハードル | 予選敗退   | 52秒04 |          |
| 2006 | アフリカ陸上競技選手権大会 | バンブース       | 400mハードル | 3位        | 50秒72 |          |
| 2006 | ポルトガル語圏競技大会     | マカオ           | 400mハードル | 優勝       | 50秒29 | 国内記録 |
| 2007 | ユニバーシアード           | バンコク         | 400mハードル | 準優勝     | 49秒12 |          |
| 2007 | 世界陸上競技選手権大会     | 大阪             | 400mハードル | 予選敗退   | 50秒06 |          |
| 2009 | ポルトガル語圏競技大会     | リスボン         | 400mハードル | 3位        | 51秒10 |          |
| 2009 | 世界陸上競技選手権大会     | ベルリン         | 400mハードル | 予選敗退   | 失格   |          |
| 2011 | ユニバーシアード           | 深圳             | 400mハードル | 3位        | 49秒61 |          |
| 2011 | 世界陸上競技選手権大会     | テグ             | 400mハードル | 予選敗退   | 49秒86 |          |
| 2011 | アフリカ競技大会           | マプート         | 400mハードル | 準優勝     | 51秒04 |          |
| 2012 | オリンピック               | ロンドン         | 400mハードル | 準決勝敗退 | 51秒55 |          |
| 2014 | ポルトガル語圏競技大会     | ゴア             | 400mハードル | 優勝       | 51秒97 |          |
| 2015 | 世界陸上競技選手権大会     | 北京             | 400mハードル | 準決勝敗退 | 50秒58 |          |
| 2015 | アフリカ競技大会           | ブラザヴィル     | 400mハードル | 5位        | 49秒55 |          |
| 2016 | オリンピック               | リオデジャネイロ | 400mハードル | 予選敗退   | 49秒74 |          |

## 記録
| 種目         | 記録   | 年月日        | 場所   | 備考 |
| ------------ | ------ | ------------- | ------ | ---- |
| 400mハードル | 49秒02 | 2012年6月11日 | プラハ |      |